# Ier corps (armée de l'Union)
Le Ier corps (premier corps) est la désignation de trois unités différentes de la taille d'un corps de l'armée de l'Union pendant la guerre de Sécession. Une formation séparée appelée le Ier corps sert dans l'armée de l'Ohio/armée du Cumberland, sous les ordres de Alexander M. McCook du 29 septembre au 5 novembre 1862, dans l'armée du Mississippi sous les ordres de George W. Morgan du 4 janvier au 12 janvier 1863, puis dans l'armée du Potomac et l'armée de Virginie (voir ci-dessous). Les deux premiers sont des unités avec une durée de vie très limitée ; le troisième, l'un des plus distingués et aguerris corps de l'ensemble de l'armée de l'Union, est commandé par des officiers très notables. Le terme « premier corps » est aussi utilisé pour décrire le First Veteran Corps (en) de 1864 à 1866.

## Histoire
Le Ier corps est activé, le 13 mars 1862, lorsque le président Abraham Lincoln ordonne la création de quatre corps d'armée, sous le commandement du major-général George B. McClellan. Le premier commandant du corps d'armée est le major-général Irvin McDowell et il contient trois divisions. À l'origine prévu pour intervenir lors de la campagne de la Péninsule avec le reste de l'armée, il est détaché et reste dans la région de Fredericksburg après que les actions de Stonewall Jackson dans la vallée de la Shenandoah fait craindre à l'administration de Lincoln pour la sécurité de Washington. L'une de ses divisions, les Pennsylvania Reserves, est finalement envoyée pour rejoindre l'armée principale, en juin. Temporairement attaché au Ve Corps, il participe à des actions sérieuse à Gaines' Mill et à Glendale. Le commandant de division, le brigadier général George McCall (en), et le futur commandant du Ier corps, le brigadier général John Reynolds sont tous deux capturés et libérés dans le cadre d'un échange de prisonniers que le mois d'août.
Les Pennsylvanie Reserves rejoignent le Ier Corps, après la bataille des sept jours, et l'ensemble est ensuite consolidé dans l'armée de Virginie sous les ordres du major-général John Pope, et combat lors de la seconde bataille de Bull Run, en tant que troisième corps d'armée de l'armée de Virginie. Par la suite, son appellation est restaurée. Il rejoint l'armée du Potomac et traverse le fleuve Potomac dans le Maryland pour combattre à South Mountain et à la bataille d'Antietam, sous les ordres du major général Joseph Hooker. John Reynolds (qui a été élevé au commandement de la division des réserves) est temporairement détaché pour former les troupes de la milice dans son état de Pennsylvanie et ne participe pas à la campagne du Maryland. À Antietam, le Ier corps est parmi les premières troupes à combattre et subit d'énormes pertes dans les combats autour du champ de maïs et de Dunker Church. Hooker est blessé au pied lors de la bataille et le commandement du Ier corps est dévolu à Meade (le commandant de division le plus ancien). En octobre, Reynolds revient et est nommé commandant du corps d'armée.

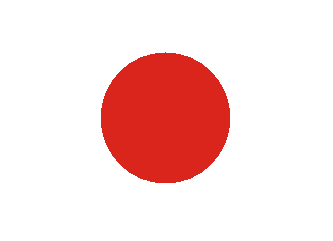
Insigne de casquette de la 1st division du Ier corps

Après avoir combattu trois batailles en six semaines, le Ier Corps est gravement dégarni. Un afflux de nouveaux régiments de volontaires (de trois ans et de neuf mois) arrive à reconstituer ses rangs, et en novembre, il est de nouveau à effectif complet.
Le corps se déplace vers le sud pour combattre l'armée du général Robert E. Lee lors de la bataille de Fredericksburg, commandé par le major-général John F. Reynolds, sans doute le meilleur commandant de corps de l'Union sur le théâtre oriental. À Fredericksburg, les divisions de Meade et John Gibbon combattent le corps de Stonewall Jackson au sud de la ville, tandis que la division de Doubleday est tenue en réserve. Le Ier corps n'a pas participé à une action significative lors de la campagne de Chancellorsville.
Dans sa dernière bataille majeure, la bataille de Gettysburg, le général de Reynolds est tué, lors de la première arrivée des troupes sur le terrain, et son commandement revient au major-général Abner Doubleday. Bien que se met en place une lutte féroce, le Ier corps est débordé par le troisième corps confédérés (A. P. Hill) et la division de Robert E. Rodes du deuxième corps de Richard S. Ewell. Il est forcé de retraiter à travers la ville de Gettysburg et de prendre des positions défensives sur Cimetery Hill après le départ du 16th Maine qui a tenu la position courageusement et dont seulement 39 soldats ont survécu. Le lendemain (le 2 juillet 1863), le commandement est donné au major-général John Newton, commandant une division du VIe corps. C'est un changement controversé qui a profondément offensé Doubleday qui a plus d’ancienneté. Newton le dirige pendant le reste de la bataille, y compris lors de la défense contre la charge de Pickett, et lors de la campagne de Mine Run de l'automne.
Le 24 mars 1864, l'existence du Ier corps au cours de la guerre de Sécession prend fin, alors qu'il est dissout et que ses unités dégarnies sont réorganisées en deux divisions, qui sont transférées dans le Ve Corps de l'armée du Potomac.

## Historique des commandements
| Irvin McDowell     | 13 mars 1862 - 4 avril 1862           |
| Irvin McDowell*    | 26 juin 1862 - 5 septembre 1862       |
| James B. Ricketts* | 5 septembre 1862 - septembre 1862     |
| Joseph Hooker*     | 6 septembre 1862 - 12 septembre 1862  |
| Joseph Hooker      | 12 septembre 1862 - 17 septembre 1862 |
| George G. Meade    | 17 septembre 1862 - 29 septembre 1862 |
| John F. Reynolds   | 29 septembre 1862 - 2 janvier 1863    |
| James S. Wadsworth | 2 janvier 1863 - 4 janvier 1863       |
| John F. Reynolds   | 4 janvier 1863 - 1er mars 1863        |
| James S. Wadsworth | 1er mars 1863 - 9 mars 1863           |
| John F. Reynolds   | 9 mars 1863 - 1er juillet 1863        |
| Abner Doubleday    | 1er juillet 1863 - 2 juillet 1863     |
| John Newton        | 2 juillet 1863 - 12 mars 1864         |
| James S. Wadsworth | 12 mars 1864 - 14 mars 1864           |
| John Newton        | 14 mars 1864 - 24 mars 1864           |

* En tant que troisième corps d'armée de l'armée de Virginie